# إد جنكينز (لاعب كرة قدم أمريكية)
إد جنكينز (بالإنجليزية: Ed Jenkins)‏ هو لاعب كرة قدم أمريكية أمريكي، ولد في 31 أغسطس 1950 في جاكسونفيل في الولايات المتحدة.

## وصلات خارجية
- إد جنكينز على موقع مرجع كرة القدم المحترفة.كوم (الإنجليزية)